# Adem Asil
Adem Asil (Alejandría, Egipto, 22 de febrero de 1999) es un deportista turco de origen egipcio que compite en gimnasia artística, especialista en la prueba de anillas.
Ganó una medalla de oro en el Campeonato Mundial de Gimnasia Artística de 2022 y tres medallas en el Campeonato Europeo de Gimnasia Artística, en los años 2022 y 2025.

## Palmarés internacional
| Campeonato Mundial | Campeonato Mundial      | Campeonato Mundial | Campeonato Mundial  |
| Año                | Lugar                   | Medalla            | Prueba              |
| ------------------ | ----------------------- | ------------------ | ------------------- |
| 2022               | Liverpool (Reino Unido) | Medalla de oro     | Anillas             |
| Campeonato Europeo |                         |                    |                     |
| Año                | Lugar                   | Medalla            | Prueba              |
| 2022               | Múnich (Alemania)       | Medalla de bronce  | Concurso individual |
| 2025               | Leipzig (Alemania)      | Medalla de oro     | Anillas             |
| 2025               | Leipzig (Alemania)      | Medalla de oro     | Concurso individual |